# Maurice Owen
Maurice Owen (4 luglio 1924 – 8 luglio 2000) è stato un calciatore inglese, di ruolo centrocampista.

## Carriera

### Club
Ha giocato dal 1946 al 1963 solo con lo Swindon Town, segnando 165 gol in 601 partite; successivamente ha lavorato come allenatore sempre nello Swindon Town.

### Nazionale
Ha giocato una partita amichevole con la Nazionale B contro la Francia.

## Palmarès

### Club

#### Competizioni regionali
- Wiltshire Premier Shield: 10

Swindon Town: 1948, 1949, 1951, 1952, 1953, 1954, 1955, 1956, 1958, 1959